# Sensbachtal
Sensbachtal is een voormalige gemeente in de Duitse deelstaat Hessen, en maakt deel uit van de Odenwaldkreis. Het telt drie dorpjes: Hebstahl, Ober-sensbach en Unter-sensbach.
Bad König · Beerfelden · Brensbach · Breuberg · Brombachtal · Erbach · Fränkisch-Crumbach · Hesseneck · Höchst im Odenwald · Lützelbach · Michelstadt · Mossautal · Reichelsheim · Rothenberg · Sensbachtal